# Mesochorus arenarius
Mesochorus arenarius är en stekelart som först beskrevs av Alexander Henry Haliday 1838.  I den svenska databasen Dyntaxa används istället namnet Mesochorus nigripes. Mesochorus arenarius ingår i släktet Mesochorus och familjen brokparasitsteklar. Arten är reproducerande i Sverige. Inga underarter finns listade i Catalogue of Life.